# Jammu og Kashmir (vasalstat)
Jammu og Kashmir, også kaldet Kashmir og Jammu, var en vasalstat, der eksisterede fra 1846 til 1947 i Britisk Indien. Staten blev regeret af en maharaja. Staten blev etableret i 1846 efter Det britiske Ostindiske kompagni havde besejret sikherne i den første sikh-krig og annekteret Kashmir-dalen, og umiddelbart herefter solgt området til dogra-herskeren af Jammu, Gulab Singh, ved freden i Amritsar.
Ifølge fredserklæringen lå Kashmir-dalen "øst for floden Indus og vest for floden Ravi" og dækkede et areal på 210 000 km². Senere blev områderne Ladakh, Baltistan og Gilgit inkluderet i staten.
Ved Indiens deling i 1947 blev Britisk Indien opdelt i en række stater, herunder Den Islamiske Republik Pakistan og forbundsstaten Indien. Jammu og Kashmirs befolkning bestod af både muslimer og hinduer, og maharaja Hari Singh foretrak en løsning, hvor området forblev uafhængigt og neutralt udenfor de to nye stater. Planerne om uafhængighed blev dog forpurret som følge af en opstand i de vestlige distrikter efterfulgt af angreb fra det muslimsk dominerede stammeområde Khyber Pakhtunkhwa. Uroen i de vestlige distrikter medførte, at maharajaen søgte hjælp hos Indien med anmodning om militær hjælp. Generalguvernør Mountbatten råede dog maharajaen til at søge optagelse i den nye indiske republik, for at opnå den ønskede hjælp. Den 26. oktober 1947 underskrev maharajaen tiltrædelsestraktat om optagelse i Indien, der herefter stillede militær hjælp til rådighed for området. Konflikten udløste den første indisk-pakistanske krig, der i 1948 ophørte ved en fredsslutning, hvor de vestlige og nordlige områder (i dag Azad Kashmir og Gilgit-Baltistan) blev overtaget af Pakistan adskilt fra Indien langs en såkaldt "kontrollinje" (Line of Control).
Områdets status er fortsat omstridt og har givet anledning til en bitter konflikt mellem Pakistan og Indien, der har udløst flere krige mellem de to lande.